# 強膜炎
強膜炎とは、強膜に炎症が起きている状態をいい、強膜全層にわたる浮腫や細胞浸潤によって特徴づけられる。特に膜の表面に炎症が見られるものを上強膜炎と呼ぶこともある。

## 原因
原因疾患として、多くは関節リウマチ、全身性エリテマトーデス、結節性多発動脈炎、多発血管炎性肉芽腫症、再発性多発軟骨炎、強直性脊椎炎など結合組織疾患で、少数例は感染症に起因する。強膜と滑液嚢との類似性が指摘されており、強膜由来の自己抗原が強膜の持続的炎症を招く可能性も示唆されている。

## 症状
激しい疼痛（しばしば深部痛、穿刺痛として特徴づけられる）により、睡眠や食欲が妨げられる。羞明および流涙を生じることがある。充血による斑点は眼球結膜下の深部にみられ、上強膜炎のものよりも青紫調を呈する。眼瞼結膜は正常である。

## 病理組織像
強膜の浮腫、単球細胞浸潤、膠原線維の膨化・分断、肉芽腫形成、閉塞性血管炎を認める。

## 診断
強膜炎は時に高度の視力障害に至ることがあるため、結膜炎および上強膜炎とを正しく鑑別する必要がある。細隙灯顕微鏡で二層の上強膜血管叢の中の、深在性の血管充血を確認する。感染性強膜炎の確定には、塗抹標本または生検が必要となる。後部強膜炎に対しては、CTや超音波検査が有用である。

## 治療
膠原病、全身感染症などの原疾患が見つかれば、原疾患を治療する。周辺性角膜潰瘍やSjögren 症候群といった角膜疾患、ぶどう膜炎、緑内障の合併にはそれぞれの治療をする。
限局性のびまん性強膜炎、結節性強膜炎ではステロイド点眼で治療を開始し、無効なら内服に切り替える。広範囲のびまん性強膜炎、壊死性強膜炎では、最初からステロイド中等量の内服を行う。また、症状に応じて免疫抑制剤、抗生物質の投与を検討する。ほとんどの強膜炎が強い眼痛を伴うのでアスピリンやNSAIDsを併用する。治療効果の判定は、眼痛、充血、眼内病変の改善をみて行う。効果が認められればステロイドの内服から点眼へ変更し、漸減する。